# 2016-os plakátügy
A 2016-os plakátügy egy közéleti vita volt, amely 2016-ban, az 1956-os forradalom emlékévének idején bontakozott ki. A vita eredeti tárgya az 1956-os forradalom során az egyik fegyveres felkelőről készült fénykép, pontosabban az azon szereplő gyermekkorú felkelő személyazonossága volt. Az emlékév szervezéséért felelős Közép- és Kelet-európai Történelem és Társadalom Kutatásáért Közalapítvány a fotót emlékbélyegen, plakátokon és falfestményen is szerepeltette. Utóbbiakon a felkelő képe alatt Dózsa László színművész nevét tüntették fel. Jelentkezett azonban Szakács János, aki unokatestvérét, néhai Pruck Pált vélte felfedezni a képen, és ő, majd Pruck Pál lánya, Pruck Erika is kérte a képaláírás javítását. Kiderült, hogy a felvétel a Life magazin 1956. november 12-i számában is Pruck Pál nevével jelent meg, és Pruck a Kádár-rendszer idején vele készült interjúban is elismerte, hogy ő szerepel a fotón. Dózsa László röviddel a konfliktus kipattanása után elállt attól, hogy őt tüntessék fel a képaláíráson, habár azt állította, hogy ezt csak Pruck és hozzátartozói nyugalma érdekében teszi.
A vita egyes szereplői (így például Eörsi László) nem csak amellett foglaltak állást, hogy a képen Pruck Pál szerepel, de megkérdőjelezte a magát a fényképen szereplőnek állító Dózsa László állítólagos 1956-os szerepét és igazmondását is. Schmidt Mária, az emlékév kormánybiztosa és a közalapítvány kuratóriumának tagja viszont a vita során teljességgel Dózsa pártjára állt, kitartva amellett, hogy ő szerepel a fotón, illetve kiállva a Dózsa saját állítására alapozott 56-os szerepvállalásának igazsága mellett is. Pruckkal kapcsolatban (annak ’56 utáni életútjára vonatkozóan) viszont olyan tényekre emlékeztetett, amelyek egyrészt nem kapcsolódtak az alapkérdéshez (hogy ki szerepel a fotón), másrészt a néhai Pruck személyiségének megítélését negatív irányba befolyásolhatták. Schmidt ígéretet tett rá, hogy bocsánatot kér a hozzátartozóktól, ha bebizonyosodik, hogy a képen Pruck szerepel, de miután az 1956-os Intézet – Oral History Archívum Osztálya 2017 áprilisában szintén arra jutott, hogy a képen nem Dózsa, hanem Pruck látható, ígéretét nem tartotta be, és a képaláírást az általa vezetett testület nem javította.
2017 júniusában távozott a közalapítvány egyik történész munkatársa, Horváth Miklós. A közalapítvány kuratóriuma, Schmidt Mária kormánybiztos véleményére hivatkozva, egyszemélyi felelőssé tette Horváthot mint „az 1956-os emlékév történészszakmai vezetőjét” a fényképen szereplő személy azonosításának szakmai hibájáért. Másfelől a kuratórium szerint Horváth nem vállalta a felelősséget hibájáért. Horváth felmondását ugyanakkor a kuratórium az emlékév elleni sajtótámadásokkal indokolta. Horváth nyilatkozatában tagadta, hogy a közalapítványnál vezető lett volna, és hogy a „történész-szakmai vezető” poszt egyáltalán létezett volna. Tagadta továbbá, hogy egyedül ő felelt volna a kép azonosításáért, és kijelentette, hogy a hibáról azért nem nyilatkozhatott, mert amikor jelezte, hogy ezt meg fogja tenni, a közalapítvány az előre egyeztetett sajtómegjelenéseket lemondta. A szakmai hibáért bocsánatot kért a Pruck családtól, jelezve, hogy a bocsánatkérést alapvetően Schmidt Máriának kellene megtennie.
Pruck hozzátartozói bíróság elé vitték a vitát. Azt kívánták elérni, hogy a közalapítvány nyilvánosan ismerje el a szakmai hibát és azt, hogy a képen Pruck látható. Az elsőfokú ítélethirdetésre 2018. májusának végén került sor: a pert a közalapítvány elvesztette, bebizonyosodott, hogy a képen Pruck Pál látható. A bíróság a közalapítványt bocsánatkérésre és a feliratok megváltoztatására (Pruck nevének feltüntetésére, Dózsa nevének eltüntetésére) kötelezte.

## A kép és a belőle készült plakát megjelenése
1956-ban a magyar forradalom és szabadságharc napjaiban a budapesti utcákon Michael Rougier, a Life magazin fotósa és Erich Lessing is lefotózott egy gyermekkorú felkelőt. Az egyik elkészült fotó az 1956-os forradalom és szabadságharc 60. évfordulója tiszteletére egy Nagy Lajos király úti tűzfalon is megjelent egy falfestményen, amely egy 15 éves fegyveres fiút ábrázolt. A falfestményen Dózsa László nevét tüntették fel.

## Vita Dózsa László '56-os szerepéről

A vitatott falfestmény rágraffitizett „Pruck Pál” felirattal

A falfestmény elkészültéről az RTL Híradó is tudósított és az egyik nézője, Szakács János vitatni kezdte a képen feltüntetett név helyességét. Állítása szerint ugyanis a képen az ő unokatestvére látható, neve pedig valójában Pruck Pál (1942–2000), amit a korabeli Life magazinban megjelent fotó képaláírása is alátámaszt.
Dózsa László „kegyeleti okokból” lemondott róla, hogy neve szerepeljen a plakáton.
A konfliktus kapcsán Eörsi László tanító-levéltáros és amatőr történész egy interjúban számos ponton megkérdőjelezte Dózsa 1956-os történetét. Elmondása szerint a Dózsa László által említett tömeges kivégzésre semmilyen forrás (levéltári adat, szemtanú) nincs, noha az Dózsa elmondása szerint a város közepén történt. Valószínűtlennek tartja a Dózsa elmondásában szereplő történetet, miszerint kiskatonák és tisztek adtak volna kiképzést gyerekeknek, illetve a Dózsa történetében felbukkanó és 1956-ban igen ritka Kalasnyikov-gépkarabélyt is. Elmondása szerint nincs a nyilvántartásokban a Dózsa által barátjaként említett és állítása szerint az utcán kivégzett Klein Róbert nevű személy sem. Eörsi elmondása szerint nem léteztek a Dózsa által említett, Divatcsarnok elleni és csepeli légicsapások sem. Eörsi számos további ponton kérdőjelezi meg a gyermek Dózsa történetét és utal rá, hogy az akkor 14 éves Dózsa 1956-os szerepére semmi sem utal az Állambiztonsági Szolgálatok Történeti Levéltárában sem.
Baranyi László színművész igazolta, hogy 1956-os harcok során találkozott Dózsa Lászlóval, Jobbágyi Gábor jogász, jogtörténész pedig nyilatkozatban kijelentette: „Biztosan tudom mondani, hogy Dózsa László hiteles személy, a kezében van egy olyan dokumentum, amely azt igazolja, hogy meghalt és eltemették”. Ugyanakkor Eörsi László több állításával szemben érveket nem hozott fel.

## A kormánybiztos megnyilvánulása és vádjai Pruck Pállal kapcsolatban
Schmidt Mária az emlékév kormánybiztosa, az 1956-os emlékbizottság társelnöke a vita során egy nyilatkozatában teljességgel Dózsa pártjára állt. Visszautasítva Dózsa 56-os szerepének kétségbe vonását emlékeztetett, hogy Dózsa László számos kitüntetést kapott olyan szervezetektől melyekbe a Magyar Politikai Foglyok Szövetsége, illetve az 1956-os Intézet is delegált szakértőket. Hangsúlyozta, hogy a fotó évtizedek óta ismert volt, Dózsa László azon évekkel korábban beazonosította magát és hogy a Pruck család 1990 óta nem jelentkezett a téves képaláírás miatt, noha a fénykép a rendszerváltás óta többször is megjelent. Elmondása szerint Pruck Pál 1956-os szabadságharcos tevékenységéről nyilatkozatának megjelenéséig semmilyen dokumentum nem állt rendelkezésre, ellenben az tudható, hogy Pruck köztörvényes bűnöző lett és a forradalom lejáratására használták föl propaganda-műsorokban.
A nyilatkozat kapcsán a HVG megkeresett egy a Kádár-rendszerben (1982-ben) megjelent újságcikket, amelyben Pruck arról beszél, hogy ő szerepel a fotón. Az interjúban Pruck azt állította, hogy a forradalomban jelentős szerepet nem játszott, később pedig egy banda tagja lett amellyel több autót feltörtek, hogy vezethessék azokat, többször is összeütközésbe került a törvénnyel, majd családot alapított és megállapodott.
A helyzet körül kialakult feszültség feloldása végett Schmidt Mária nyílt levélben hívta meg Pruck Erikát egy tisztázó jellegű beszélgetésre. Egy másfél héttel később adott rádiónyilatkozatában azt mondta, hogy az emlékbizottság kérte az illetékes minisztert, hogy utasítsa az '56-os intézetet az 1956-os forradalom emblematikus képeinek beazonosítására méghozzá úgy, hogy ez a munka 2017. március 31.-ig fejeződjön be. Kijelentette, hogy ha a képpel kapcsolatos vizsgálat bebizonyítja, hogy nem Dózsa van a képen, akkor bocsánatot fognak kérni a Pruck-családtól.

## Az 1956-os intézet jelentésének eredménye
Az 1956-os Intézet – Oral History Archívum Osztályának 2017 áprilisában közzétett jelentése alapján egyértelműen kijelenthető, hogy a képen nem a színművész, hanem Pruck Pál látható, ahogyan azt unokatestvére és lánya is állította. Ennek ellenére 2017 májusában a Terror Háza Múzeum emlékkiállításán a fényképen még mindig Dózsa László neve szerepelt.
Rainer M. János, az 1956-os intézet vezetője az eset kapcsán azt nyilatkozta, hogy Dózsa László kitüntetéseinek (56-os Emlékérem, Nagy Imre Érdemrend) odaítélésekor nem kérték ki az 56-os Intézet véleményét, sőt, ez utóbbi kitüntetés megadásakor az 56-os Intézetet már meg is szüntették. Hangsúlyozta, hogy Eörsi László nem az egész sorstörténetet, hanem "egyes konkrét állításokat kérdőjelezett meg (másokat egyébként nem), részletesen indokolva azokat. Jól tette, véleményével egyetértek."
Korábbi ígérete ellenére Schmidt Mária a jelentés ismeretében nem kért bocsánatot a Pruck családtól, hanem továbbra is azokat a történészeket vádolta hazugsággal, akik a kutatás során az ő álláspontjától eltérő eredményre jutottak.

## Horváth Miklós távozása
2017 júniusában az Origo cikkben tudósított a Közép- és Kelet-európai Történelem és Társadalom Kutatásért Közalapítvány egyik vezető munkatársának, Horváth Miklósnak a felmondásáról. Horváthot a cikk „az 1956-os emlékév történészszakmai vezetője”-ként mutatta be és azt állította, hogy „a felmondás hátterében az Emlékév lejáratása érdekében, a még 2016 decemberében indított sajtótámadás áll”. A cikkben szerepelt, hogy a kuratórium szerint Horváth volt az, aki „a plakátkampány indítása előtt egyértelműen, írásban Dózsa Lászlót azonosította be a kérdéses fotón, továbbá nem jelezte, hogy egyéb források alapján más személy neve is felmerülhet”. A cikk állította továbbá, hogy Schmitt Mária kormánybiztos véleménye – amit a kuratórium is „méltányol”– , hogy Horváth Miklósnak „felettes vezetőként egy személyben kellett vállalnia a nem kellő gondossággal és szakmai alapossággal végzett munka miatti kritikát, ugyanakkor leszögezi, hogy a pontatlanságával kritikai felületet nyújtó Horváth Miklós professzor egyetlen alkalommal sem vállalta, hogy álláspontját megvédje, vagy hogy azt – az akadémiai életben megszokott módon – a tudományos nyilvánosság előtt fölülvizsgálja”.
Horváth Miklós hadtörténész az 1956-os Emlékévért felelős Közalapítvány korábbi munkatársa nyilatkozatban válaszolt a megjelent hírekre. Tagadta, hogy felmondása a sajtótámadások miatt következett be és még azt is, hogy az Emlékbizottság „történész-szakmai vezetője” poszt létezett volna, amiről ő a cikk szerint lemondott. Kijelentette, hogy szerződésében sem az emlékév, sem vezetői feladat nem szerepelt, és ilyenformán Schmidt Mária egyértelműen félrevezette a Kuratórium tagjait. Kijelentette, hogy a cikkben szereplő, munkájára vonatkozó kritikai észrevételekkel korábban sosem találkozott, azokat korábbi munkaadója felé sosem jelezte. Azzal az állítással kapcsolatban, hogy álláspontját korábban nem vállalta megvédeni, kijelentette, hogy szakmai vita épp azért nem bontakozott ki a kérdésről, mert azt a Schmitt Mária által vezetett Terror Háza Múzeum elutasította. Kijelentette továbbá, hogy nem reális elvárás minden egyes fotó ellenőrzése, a vele kapcsolatban nyilatkozók szavának megkérdőjelezése. (Dózsa László az emlékév előkészítése során írásos nyilatkozatban ismerte el, hogy ő van a fotón.) Végül bocsánatot kért Pruck Pál családjától: „Így szakmai felelősségem teljes tudatában a lehetséges következményekkel is számolva – bocsánatot kérek Pruck Erikától és családjától, hogy jelentkezésükig nem kételkedtem Dózsa László állításában, mely szerint ő van a képen. Teszem ezt őszintén, abban a tudatban, hogy a korábban elhangzottakért – ahogy Pruck Erika megfogalmazta: édesapja emlékének meggyalázásáért – a bocsánatkérést nem tőlem, hanem Schmidt Máriától várja.”

## Per
Mivel kéréseit nem teljesítette, Pruck Pál lánya, Csőkéné Pruck Erika pert indított a Közalapítvány ellen. A perben azt kívánta elérni, hogy a Közalapítvány ismerje el tévedését, a tévedés miatt írásban, nyilvánosan kérjenek bocsánatot és a megjelentetett kiadványokról, plakátokról és falfestményről távolítsák el Dózsa László nevét. Az első tárgyalási napra 2017. szeptember közepén került sor.
A tárgyalás októberi szakaszában történészek erősítették meg, hogy a képen valóban Pruck látható. Horváth Miklós is tanúként szerepelt – akit a bíróság és a közalapítvány képviselője is feloldott a közalapítvánnyal kötött szerződésében szereplő titoktartás alól. Horváth megismételte, hogy szerződése szerint nem volt az emlékév szakmai vezetője, csak egy a kutatók közül. Elmondta, hogy a kérdéses képet ő is Békés Mártontól, a Terror Háza kutatási igazgatójától kapta, azzal a kérdéssel, hogy vajon megfelelő-e rajta a Dózsa nyilatkozatával összhangban álló képaláírás. Horváth szerint neki a kérdést kutatnia nem kellett, és ismeretei alapján a képaláírást, ami Dózsa Lászlóra utalt, helyesnek jelölte. Később azonban az előkerült bizonyítékok megismerése után a véleményét megváltoztatta. Azt állította, hogy ezt követően a közalapítvány meg akarta bízni azzal, hogy három médiaszereplés során is védje meg az álláspontot, miszerint a képen Dózsa van, de amikor jelezte, hogy erre nem hajlandó, sőt a szereplések során el fogja ismerni, hogy hibát követtek el, akkor e szerepléseket a közalapítvány lemondta. Elmondta továbbá, hogy a bizonyítékok előkerülése után a közalapítvány újabb kutatást indított, bízva abban, hogy olyan bizonyítékokat találnak, amivel mégis alátámaszthatják, hogy Dózsa van a képen.
A következő tárgyalási napon a Közalapítvány által alkalmazott történészek elismerték, hogy tudtak a képen látható személy azonosíthatóságának problémájáról, azonban a kérdés eldöntése során Horváth Miklóst mint a korszak szakértőjét kérték föl a kép véleményezésére és ő jóváhagyta a képaláírást. Tallai Gábor, a Terror Háza programigazgatója úgy nyilatkozott, hogy Pruck lányának jelentkezése után Horváth több alkalommal arra kapott felkérést Schmidt Máriától, hogy Pruckról további információkat gyűjtsön, és próbáljon a kép valós eredetéről információkat szerezni. Ezt a munkát azonban Tallai szerint Horváth nem végezte el. Kijelentéseit Békés Márton a Terror Háza kutatási igazgatója és Markó György a Kommunizmuskutató intézet vezetője is megerősítette. A per 2017 végéig nem zárult le.
Az elsőfokú ítélethirdetésre 2018 májusának végén került sor: a pert a közalapítvány elvesztette. A bíróság megállapította, hogy a fotón Pruck Pál látható, és azt is, hogy a közalapítvány megsértette Pruck Pál kegyelethez való jogát azzal, hogy ezzel ellenkezőt állított. A bíróság kötelezte a közalapítványt a bocsánatkérésre, és arra, hogy minden érintett felületről, ahol a képet használták – beleértve az óriás falfestményt, a Terror Háza kiadványait és kiállítását is – távolítsa el Dózsa László nevét és adatait és helyettük Pruck Pál nevét és adatait tüntesse fel.
A tűzfalon látható képet 2018. június végén, Pruck nevének feltüntetése helyett teljes egészében lefestették.

## Utóélete
Nem sokkal a kép lefestése után a Magyar Kétfarkú Kutya Párt új képet festett a falfelületre, ami Schmidt Máriát ábrázolta a kezében festőhengerekkel és „Éljen a magyar, éljen a haza!” feliratokkal.